# 大岡忠俊
大岡 忠俊（おおおか ただとし）は、安土桃山時代の武将。大岡忠右衛門忠政の嫡男。
父忠政とともに徳川家康に仕え、慶長5年8月1日（1600年9月8日）、伏見城の戦いで鳥居元忠隊に属して伏見城へ篭城し、西軍側の攻撃を受けて討ち死にした。享年28。